# 哈基姆·穆罕默德·赛义德
哈基姆·穆罕默德·赛义德(1920年1月9日—1998年10月17日）是巴基斯坦医学研究员、学者和慈善家。1993年至1994年，他担任信德省代理省长。赛义德是巴基斯坦在东方医学领域最杰出的医学研究人员之一。
1920年1月10日，赛义德出生於英屬印度新德里的一個穆斯林家庭，其祖上是清代康熙年間從中國新疆喀什搬到莫臥爾帝國定居的維吾爾人。1948年，他在西巴基斯坦定居(他的哥哥阿都·哈密則留在了印度)之前，成立了海达尔基金会。在接下来的几年里，海达尔基金会的草药医疗产品在巴基斯坦家喻户晓。他撰写和编辑了约200本关于医学、哲学、科学、健康、宗教、自然医学、文学、社会和游记的书籍。1981年，赛义德成为总部设在墨西哥的非营利性国际组织世界文化理事会的创始成员之一。 1998年10月17日，赛义德在前往卡拉奇的一個实验室参加医学实验的途中被一群身份不明的暴徒暗杀。他的遇害促使巴基斯坦時任总理纳瓦兹·谢里夫对信德省实行直接的联邦统治。